# (212929) Satovski
(212929) Satovski  es un asteroide perteneciente al cinturón de asteroides, descubierto el 15 de enero de 2008 desde la Estación Zelenchukskaya, en Rusia.

## Designación y nombre
Satovski se designó inicialmente como 2008 AD112.
Más adelante fue nombrado en honor al científico ruso Borís Ivánovich Satovski (1908-1982).

## Características orbitales
Satovski orbita a una distancia media del Sol de 2,6362 ua, pudiendo acercarse hasta 2,2020 ua y alejarse hasta 3,0704 ua. Tiene una excentricidad de 0,1647 y una inclinación orbital de 8,9964° grados. Emplea en completar una órbita alrededor del Sol 1563 días.

## Características físicas
Su magnitud absoluta es 16,1.